# Новосёлка Нерльская
Новосёлка Нерльская — село в Суздальском районе Владимирской области России, входит в состав Селецкого сельского поселения.

## География
Село расположено при впадении реки Каменка в реку Нерль (приток Клязьмы), вблизи села Абакумлево, в 6 км на восток от райцентра города Суздаль.

## История

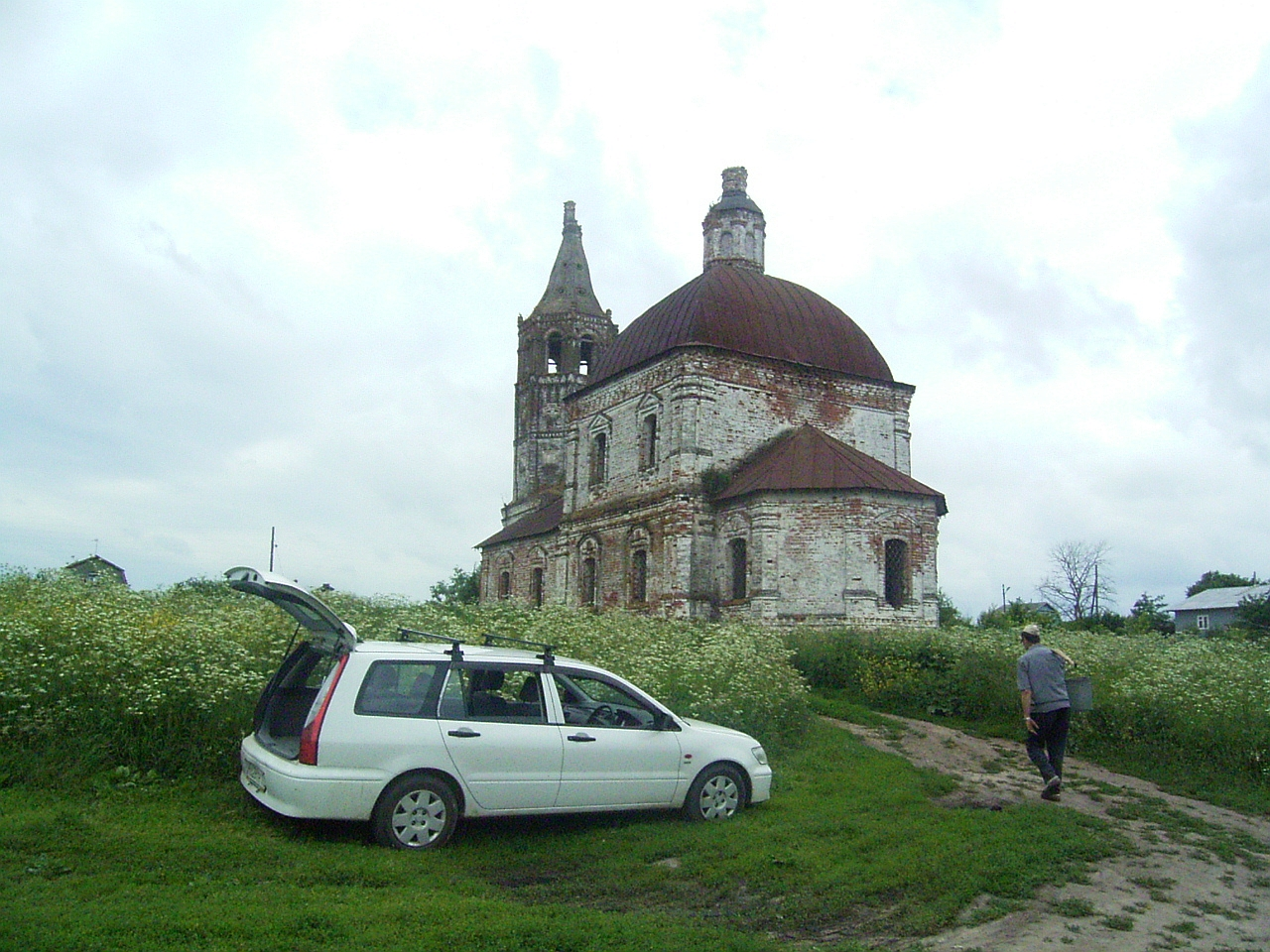
Церковь в с. Новосёлка. Фото: 2009

У села обнаружены предметы древнерусской дружинной культуры, в том числе сканно-зернёная подвеска гнёздовского типа.
Воскресенская церковь села были приписаны к селу Абакумлеву. По данным на коец XIX века от земли (усадебной одна десятина, сенокосной и пахотной 33 десятины) и за требоисправления Абакумлевский причт получал до 210 рублей серебром в год.

Церковь в Новосёлке каменная, в честь Воскресения Христова, с тёплым приделом во имя святых благоверных князей Бориса и Глеба, построена в 1795 году усердием прихожан; колокольня и ограда — каменные. Утварью, ризницею, св. иконами и богослужебными книгами церковь снабжена в достаточном количестве. Копии с метрических книг с 1795 года, а исповедных росписей с 1865 года хранятся в целости; опись церковного имущества составлена в 1865 году.
— В. Добронравов; [В. Березин] Историко-статистическое описание церквей и приходов Владимирской епархии.  Владимир, 1893—1898
Согласно статистическим сведениям 1859 года в селе 41 двор, 127 душ мужского пола и 138 женского. В 1896 в селе 83 двора, 155 душ мужского пола и 171 женского.
В конце XIX — начале XX века село входило с состав Городищевской волости Суздальского уезда.
С 1929 года село входило в состав Глебовского сельсовета Суздальского района, с 1965 года — Селецкого сельсовета.

## Население
| 1859 | 1905 | 1926 | 2002 | 2010 | 2021 |
| ---- | ---- | ---- | ---- | ---- | ---- |
| 265  | ↗404 | ↗680 | ↘22  | ↗30  | ↗52  |

## Известные уроженцы
- Сокольский, Михаил Герасимович (1829—1890) — выпускник Владимирской духовной семинарии, протоиерей; кавалер ордена Святой Анны 3-й степени (1872); священник Тихвинской церкви села Светиково Cуздальского уезда (1858—1890)[12].

## Инфраструктура
Личное подсобное хозяйство с зоной сельскохозяйственного использования, индивидуальная застройка усадебного типа.

## Достопримечательности
Памятник русской архитектуры второй половины XVIII века — православный храм Во имя Господа нашего Иисуса Христа, в память Славного Его Воскресения. Выстроена в стилистике провинциального барокко; двусветный четверик, перекрытый купольным сводом с главкой, с пятигранной апсидой, небольшой трапезной связанный с колокольней под шатром-«дудкой». Колокольня с вогнутым шатром в традициях суздальской архитектуры.http://lubovbezusl.ru/publ/istorija/suzdal/a/38-1-0-2453
В советские времена храм был закрыт и долгое время находился в запустении, а после ремонта в 2015 году, двух-престольная Воскресенская церковь возвращена верующим — вновь является действующей.

## Транспорт
Через село проходит региональная автодорога 17Н-680.